# Skowarnki
Skowarnki (deutsch Schönwerder, auch Sonowardar oder Szonwardt) ist ein Dorf in der polnischen Woiwodschaft Pommern und Teil der Landgemeinde Debrzno (Preußisch Friedland) im Powiat Człuchowski (Kreis Schlochau).

## Geographische Lage

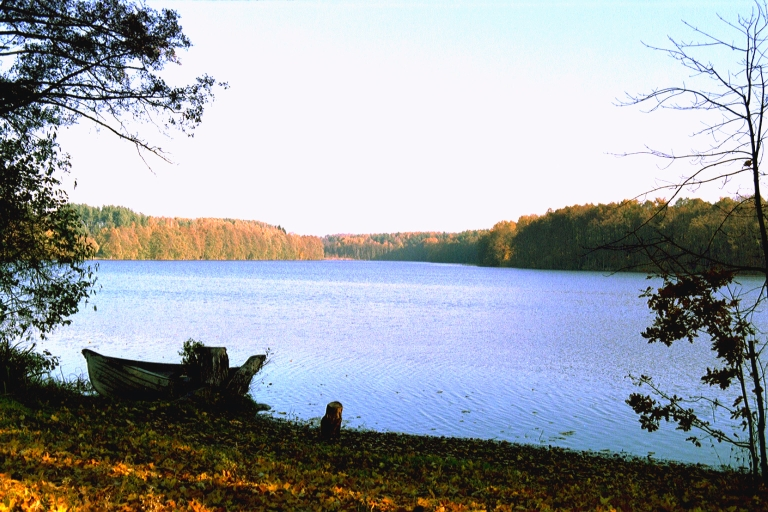
Skowarnki Jezioro

Skowarnki liegt in Hinterpommern, im Westen der ehemaligen Heinrichswalder (Uniechów) Feldmark am Südwestufer des Skowarnki Jezioro. Etwa dreizehn Kilometer südöstlich befindet sich die Stadt Debrzno. Die Kreisstadt Człuchów (Schlochau) liegt etwa zwanzig Kilometer nordöstlich des Dorfes.

## Geschichte

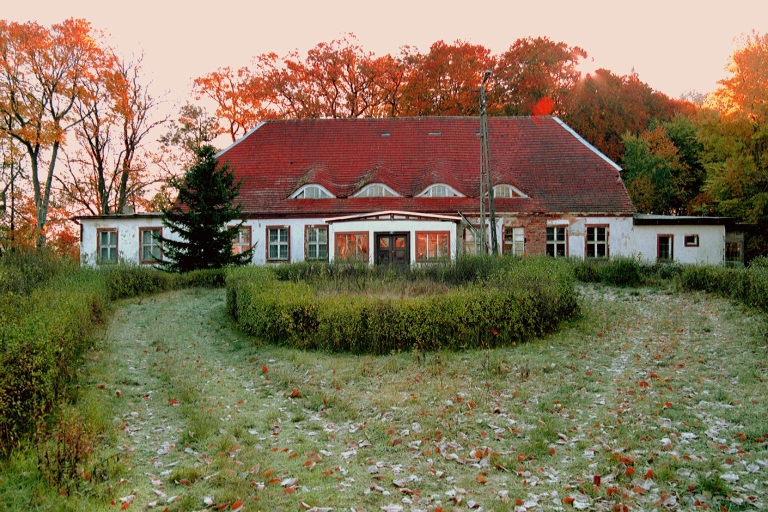
Ehemaliges Herrenhaus in Skowarnki

Skowarnki wurde erstmals im Jahre 1356 als Ordensgründung des Deutschordens erwähnt. Der Hochmeister Winrich von Kniprode belehnte im selben Jahr, am 24. September, Nikolaus Soldans mit 34 Hufen. Als Gegenleistung sollte dieser ihm Kriegsdienst gewähren. Zum Besitz gehörte auch der große See in Schönwerder (Skowarnki Jezioro).
Seit dem 15. Jahrhundert, Zeit der polnischen Lehenshoheit, befand sich neben dem Gut eine Mühle im Ort, die durch häufige kriegerische Auseinandersetzungen, darunter auch der Hussiten Feldzug, mehrfach in Brand gesetzt und immer wieder neu errichtet wurde, zuletzt 1885. Der Hochmeister Konrad von Erlichshausen schenkte die Mühle einem „lieben und getreuen Lorenz“, dem damaligen Besitzer des Dorfes. 1511 erscheint ein Visitationsbericht des Erzbischofs von Gnesen, darin werden 4 Zehntpflichte angeführt. Etwa 60 Jahre später lagen große Teile des Dorfes wüst; von 24 Hufen waren 16 besetzt. Gleichzeitig sollten wüst gewordenen Landstriche wieder besiedelt und neu bewirtschaftet werden. Vorangetrieben durch polnische Staroste und durch die mehrheitlich deutschsprachige Einwohnerschaft im Kreisgebiet, wurde gleichzeitig die Reformation eingeführt. In dieser Zeit wird die evangelische Adelsfamilie von Manteuffel als Besitzer von Gut und Dorf Schönwerder angeführt. Die zwischenzeitliche Autonomie des Königlichen-Preußen mit seinen Woiwodschaften, das als Personalunion mit der polnischen Krone und Litauen verbunden war, endete 1569 zugunsten des polnischen Reichstages, der Sejm. Schönwerder war nunmehr Teil der polnischen Provinz Westpreußen. 1569 wurde die polnische Sprache zur Amtssprache. Mitte des 17. Jahrhunderts wurden Angehörige der Familie von Plettenberg durch Einheirat in die Familie Manteuffel Erbherrn auf Schönwerder. 1648 wurde auf wüstem Land auf Fundamenten einer vermutlich vor 1582 errichteten Hofanlage ein neues Vorwerk errichtet. 1682 ist Schönwerder im Besitz der polnischen Familie Ciechołewski. Szonwardt wie es zu dieser Zeit genannt wurde, befand sich nahezu 30 Jahre später im Besitz der Familie von Kleist. Für kurze Zeit sitzen nach der Familie Kleist Familienangehörige der Gockowski (auch Becker von Gockowski bzw. Gozkowski) als Herren auf Schönwerder, bevor 1770 wieder ein Hauptmann bzw. Kapitän Franz von Kleist, den Besitz in Schönwerder sein Eigen nannte. Zur Zeit der ersten polnischen Teilung bestand das Gut aus 9 Hufen, die von 10 abhängigen Scharwerksbauern beackert wurden. Im Jahre 1772 kam Schönwerder wieder an Preußen. Zwischen 1774 und 1800 hießen die Besitzer dann von Versen, da zählte die Gemeinde etwa 14 Wohnhäuser.
Zur Zeit der Befreiung der Bauern wurden Gut und Dorf Schönwerder aufgeteilt. Das Gut – dann Adlig Schönwerder – wurde anschließend mehrfach aufgeteilt und nach 1816 Teile daraus verkauft und wieder angekauft: von den zehn ehemals spannfähigen Bauern verblieb dem Gutsherr lediglich einer. Dagegen verkauften die nunmehr freien Bauern ihre nicht überlebensfähige Landwirtschaft wieder dem Gutsherrn. 1929 umfasste das Gut rd. 400 ha, da wurde es noch vor dem Zweiten Weltkrieg an Ewald Steinhardt verkauft. Das Gutsdorf Schönwerder gehörte mit dem ehemaligen Rittergut von 1928 bis 1945 zur Landgemeinde Heinrichswalde (Uniechów). Nach dem Ende des Zweiten Weltkriegs flüchteten im schneereichen Februar 1945 die letzten Deutschen Einwohner vor den nahenden Russischen Truppen. Auf den Straßen und Wegen rund um der Gemeinde wurden nur vereinzelt Bauern angetroffen. Ihre Transporter wurden zum Abtransport von verwundeten Deutschen Soldaten oder der örtlichen Bevölkerung genutzt, die sich den Trecks in Richtung Westen anschlossen. Die Polen nannten den Ort Skowarnki und gliederten ihn in die Landgemeinde Debrzno (Preußisch Friedland) ein.

## Kirche
Eine Kirche bestand vermutlich schon seit Ordensgründung.
1895 entstand das Kirchengebäude im Ort. Durch Vertreibung und Abwanderung der deutschen Bevölkerung wurde der evangelische Kirchbau enteignet und in eine katholische Kirche umgewandelt.
Zur Kirchengemeinde gehörten die Filialkirchen in Rosenfelse, Prützenwalde, Peterswalde und Landeck.